# Colegio Fundación Santamarca
El Colegio Fundación Santamarca es un colegio ubicado en el Parque Berlín, en el distrito de Chamartín de Madrid, España. Pertenece a la Fundación Santamarca y de San Ramón y San Antonio. El centro educativo ocupa un gran edificio histórico construido en 1928 en estilo neomudéjar y neogótico.
El edificio fue construido por Manuel Ortiz de Villajos, junto con su hermano Agustín. Tiene algunos elementos del estilo neomudéjar, muy de moda a principios del siglo XX en España, sobre todo para edificios institucionales, también tiene elementos propios de la arquitectura neogótica.
Tiene planta cuadrada y un total de tres plantas de altura, además se estructura en torno a tres "cuerpos" principales: el central, donde se ubica la capilla, es algo más alto en las dos partes laterales, conectado a través de dos jardines internos. El conjunto se completa con una serie de pequeños edificios de ladrillo y estilo neomudéjar que se unen al edificio principal con accesos exteriores.

## Historia
El colegio debe su fundación a Carlota de Santamarca, Condesa de Santamarca, Duquesa de Nájera, Marquesa de Sierra Bullones, Montealegre, Guevara y Quinta del Marco, Condesa de Oñate, Treviño y Castro Nuevo, fallecida el 17 de enero de 1914 y, en cuyo honor, su hijo decidió fundar el colegio. Siguiendo los deseos de la condesa, el colegio se fundaría en el palacio de la calle de Alcalá, en la ciudad de Madrid, construido en 1846 por orden de su padre Bartolomé de Santamarca. A pesar de ello, graves problemas en la rehabilitación del edificio obligaron a construir el moderno edificio donde hoy se ubica el colegio. La construcción se inició en 1921, paralizándose posteriormente por los excesivos gastos. En 1923, el Banco de España compró el edificio de la calle de Alcalá y permitió que en 1928 se reanudara la construcción del edificio cercano al parque de Berlín.